# Квінт Лутацій Катул Капітолін
Квінт Лутацій Катул Капітолін (124—60 роки до н. е.) — політичний, державний та військовий діяч Римської республіки, консул 78 року до н. е., цензор 65 року до н. е., прихильник оптиматів.

## Життєпис
Походив з роду нобілів Лутаціїв. Син Квінта Лутація Катула, консула 102 року до н. е., та Доміції.
У 102—101 роках до н. е. почав службу у війні із племенем кімврів під орудою батька. У 100 році до н. е. брав участь у придушенні руху Луція Аппулея Сатурніна. Після цього брав участь у Союзницькій війні, зокрема у 89 році до н. е. воював проти італіків знову під командуванням батька.
У 87 році до н. е. сенат як легата спрямував Катула до Квінта Цецилія Метелла Пія, щоб останній прийшов на допомогу Риму. У 86 році до н. е. став еділом, того ж року, після того як батька Катула Гай Марій присудив до страти, Квінт Лутацій втік до Луція Корнелія Сулли, який на той час був у Греції.
У 81 році до н. е. Катула обрано претором, а у 78 році до н. е. — консулом разом з Марком Емілієм Лепідом. Під час своєї каденції Катул вступив у конфлікт, завадив Лепіду провести закони про хлібні роздачі, відновлення прав народних трибунів та повернення конфіскованих земель їхнім власникам. Після цього Лепід підняв повстання. У 77 році до н. е. Квінт Катул завдав йому поразки біля Риму й змусив тікати того з Італії. Після цього значно збільшив свій вплив у сенаті, проводячи політику збереження влади оптиматів. Також під час свого консульства Катул відновив храм Юпітера Капітолійського, за що й отримав агномен «Капітолін».
У 76 році до н. е. став членом колегії понтифіків. У 70 році до н. е. підтримав законопроєкт стосовно реформування складу постійних судових комісій. У 67 та 66 роках до н. е. виступав проти законопроєктів Авла Габінія та Манілія, якими надавався імперій Гнею Помпею Великому для війни спочатку з піратами, а потім з Мітрідатом VI, царем Понту.
У 65 році до н. е. його обрано цензором разом з Марком Ліцинієм Крассом. На цій посаді заблокував спробу свого колеги надати римське громадянство транспаданським галлам, а також обкласти Єгипет даниною. Внаслідок конфлікту обидва цензори склали свої повноваження.
У 63 році до н. е. Катул намагався здобути посаду великого понтифіка, навіть пропонував хабара Цезарю за відмову балотуватися, але марно. Зрештою Лутацій програв вибори саме Цезарю. У цей же час Катул активно допомагав Цицерону боротися із змовою Луція Сергія Катіліни, незважаючи на гарні стосунки з останнім. Після придушення змови Катул виступив за страту Катиліни та його спільників. Також Лутацій Катул пропонував долучити Цезаря до переліку змовників, але цю пропозицію не було підтримано.

## Родина
Дружина — Муммія Ахаїка
Діти:
- Лутація.